# Giampaolo Salvi
Giampaolo Salvi (Locarno, Svájc, 1954. február 1. –) svájci-magyar nyelvész, egyetemi tanár, a Magyar Tudományos Akadémia levelező tagja (2022). Az Eötvös Loránd Tudományegyetem Bölcsészettudományi Kar Romanisztikai Intézet Olasz Nyelv és Irodalom Tanszék professzora. Fő kutatási területe a latin és az újlatin nyelvek szinkrón és diakrón szintaxisa.

## Életpályája
Egyetemi tanulmányait a Padovai Egyetem Bölcsészettudományi Karán végezte, ahol 1978-ban doktori címet szerzett. 1978-ban költözött Magyarországra. Újlatin nyelvészeti tárgyú disszertációkkal 1992-ben kandidátusi címet, 2001-ben pedig akadémiai doktori címet szerzett. 2022-ben a Magyar Tudományos Akadémia levelező tagjává választották.
1980 óta az ELTE BTK Olasz Tanszékén dolgozik, 2002-től egyetemi tanárként és 2024-től professor emeritusként. 1981 és 1999 között a portugál szakon is tanított. 1991 és 2021 között rendszeresen oktatott ladin nyelvészetet vendégtanárként a Trentói Egyetemen.

## Tudományos tevékenysége
Fő kutatási területe az újlatin nyelvek szinkronikus és diakronikus szintaxisa. Az újlatin nyelvek történetének területén a szórend átalakulásának kutatásában ért el új eredményeket, a klasszikus és a vulgáris latintól az újlatin nyelvekig, különös tekintettel az olaszra, a franciára és a galego-portugálra. Részese volt az olasz nyelv nagy referencianyelvtanát (Grande Grammatica Italiana di consultazione, I-III.) megalkotó projektnek, foglalkozott a segédigés szerkezetekkel, az infinitívuszos mondatokkal, az egyszerű mondat szerkezetével és a kopulatív mondatokkal. A dialektológiában foglalkozott, az alanyi személyes névmások szintaxisával az északolasz és ladin dialektusokban, valamint a főnévi csoport szerkezetével a ladin dialektusokban.  Egyik vezetője volt az ItalAnt projektnek, amely a középkor végi olasz nyelv grammatikáját írta le (Grammatica dell’italiano antico). Eredeti meglátásokkal gazdagította a szófajelméletet is. 

## Családja
Felesége Lax Éva énekművész, tanár; gyermekei Salvi Nóra oboaművész és Salvi Péter informatikus.

## Kitüntetések
2013-tól a firenzei Accademia della Crusca külföldi levelező tagja, 2017-től pedig az Academia Europaea tagja. 2013-ban Galileo Galilei díjjal tüntették ki az olasz nyelvtörténet tanulmányozásában szerzett érdemei elismeréseképpen, 2015-ben a Bukaresti Egyetem díszdoktorrá avatta.

## Fontosabb publikációi
- L. Renzi / G. Salvi / A. Cardinaletti (szerk.): Grande Grammatica Italiana di Consultazione, három kötetben, Bologna: il Mulino, 1988/95, 2. kiadás 2001
- G. Salvi: La formazione della struttura di frase romanza. Ordine delle parole e clitici dal latino alle lingue romanze antiche, Tübingen: Niemeyer, 2004 (Beihefte zur Zeitschrift für romanische Philologie, Band 323)
- G. Salvi / L. Vanelli: Nuova grammatica italiana, Bologna: il Mulino, 2004
- G. Salvi / L. Renzi (szerk.): Grammatica dell’italiano antico, Bologna: il Mulino, 2010, 2 részkötetben
- G. Salvi: Le parti del discorso, Roma: Carocci, 2013
- A.-M. De Cesare / G. Salvi (szerk.): Word Classes in the Romance Languages, Berlin: de Gruyter, 2024